# Raymond Duval
Pour les articles homonymes, voir Duval et général Duval.
Raymond Duval, né le 19 septembre 1894 à Montpellier et mort le 22 août 1955 à Kasba Tadla (Maroc) dans un accident d'avion, est un général français, grand-croix de la Légion d'honneur.
Il combat lors la Première Guerre mondiale au cours de laquelle il est fait chevalier de la Légion d'honneur à 20 ans. Puis, il s'illustre durant la Seconde Guerre Mondiale comme commandant de l'infanterie divisionnaire (3e RTA, 4e RTT et 7e RTA)  de la 3e division d'infanterie algérienne (3e DIA) au cours de la campagne d'Italie en mai-juillet 1944 et lors de la libération de la France, notamment lors de la bataille des Vosges.
Commandant de la division de Constantine en 1945, il réprime l'insurrection de Sétif en mai. Il est nommé ensuite commandant supérieur des troupes de Tunisie puis du Maroc.

## Biographie

### Famille
Il est le fils de Célestin Duval, officier d’administration des bureaux de l’intendance
militaire, et de Clémence Pigaret.

### Formation
Il est élève au Prytanée militaire de La Flèche. Reçu à l'école spéciale militaire de St-Cyr en 1912, il en sort comme sous-lieutenant le 2 août 1914.

### Première Guerre mondiale
Il participe à la bataille des Frontières, il est alors fait prisonnier à Maubeuge le 7 septembre 1914. Il s'évade le 13 septembre et rejoint le 9e zouaves avec lequel il fera toute la guerre. Il participe à la bataille de la Marne, et en sort grièvement blessé le 16 septembre de la même année. Il est fait Chevalier de la Légion d'honneur le 15 novembre 1914 à 20 ans. Après plusieurs mois à l'hôpital, il retourne au front et participe aux première et seconde bataille de Champagne et de Verdun. Il est promu capitaine le 18 mai 1916, et participe à la bataille de la Somme, durant laquelle il est fait prisonnier le 15 novembre 1916, à Saint-Pierre-Waast. Il tente de s'évader trois fois, mais est repris avant de rejoindre la ligne de front. Il finit par s'évader lors de sa quatrième tentative, le 16 octobre 1918.

### Entre-deux-guerres
Il est affecté en Sibérie, avec la mission du général Maurice Janin, jusqu'au 20 juin 1920. Il part ensuite en Syrie en 1921, puis rejoint le 27e bataillon de chasseurs alpins à Annecy en 1922. Il suit les cours de l'École supérieure de guerre de 1924 à 1926, et obtient sa première affectation pour l'Algérie en 1926 à l'état-major du 19e corps d'armée à Alger. Il se marie le 1er juin 1927. Il est nommé commandant le 25 décembre 1932. Muté au Maroc à Fès, il participe à la fin de la pacification du Maroc (campagne du Haut-Atlas). De 1933 à 1935, il est chef adjoint du cabinet du résident général de France au Maroc ; puis de 1935 à 1939, il est à l'état-major du général, commandant supérieur des troupes.

### Seconde Guerre mondiale
Promu lieutenant-colonel en décembre 1939, Duval est muté à Metz sur la ligne Maginot avec la 3e Armée. Lors de la débâcle de 1940, il est fait prisonnier le 22 juin avec l'état-major du général, et s'évade peu après pour rejoindre les lignes françaises. Avant sa capture, depuis la ligne Maginot, il renseigne la Revue des Deux Mondes sur le déroulement des combats d’octobre 1939 à juin 1940, dans une série d’articles intitulée « La situation militaire » qui constitue un « témoignage historique inestimable ».
Il est nommé colonel le 25 septembre 1941, et part à Ankara comme attaché militaire. À son retour en France en octobre 1942, il prend le commandement du 159e régiment d'infanterie alpine à Grenoble. Après l'invasion de la zone libre par les Allemands, il entre en Résistance et s'évade de France quelques mois après, par avion, avec le général Alphonse Georges le 20 mai 1943.
Après différents commandements en Afrique du Nord, il est muté en mai 1944 au corps expéditionnaire français en Italie comme commandant de l'infanterie divisionnaire de la 3e division d'infanterie algérienne (3e DIA), et le 25 juin 1944, il est promu général de brigade. Il participe à la libération de Sienne en juillet 1944 à la tête de ses régiments. Il est cité à l'ordre de l'armée pour sa conduite : « Nommé au commandement de l'infanterie divisionnaire au cours de la bataille pour Rome, s'est affirmé dans les premiers combats, un chef de guerre d'un allant et d'une ardeur exceptionnelle, doué d'un dynamisme communicatif, s'est constamment porté sur tous les fronts du champ de bataille souvent les plus exposés, où il pouvait mieux voir le combat ou agir sur les unités. Au cours de la poursuite de Vetralla à Sienne, a reçu deux fois le commandement d'un groupement temporaire à la tête desquels il a montré sa grande expérience autant que son courage. En particulier du 25 juin au 3 juillet, chargé d'un groupement de deux régiments d'infanterie renforcés d'artillerie, et d'un détachement de combat, parvenant à pénétrer dans la position ennemie âprement défendue du Fiume d'Orcia, à traverser le massif de Montalcino et à venir à bout de la résistance ennemie au sud de Sienne, grâce à un coup d'œil toujours en éveil, a profité de la première occasion pour se jeter avec les premiers éléments dans Sienne. A été ainsi un des meilleurs artisans de la victoire. ».
Débarquant en Provence en août 1944 avec la 1re Armée, il remonte le long du Rhône avec ses troupes. Il s'illustre lors de la bataille des Vosges en décembre 1944, ce qui lui vaut une nouvelle citation à l'ordre de l'armée : « Officier général d'une bravoure exceptionnelle, animé d'un ardent esprit offensif, commandant provisoirement une division, a bousculé l'ennemi dans le Jura puis, par une habile manœuvre, à Baume-les-Dames, à sérieusement inquiété les forces adverses, se retirant de la région de Besançon vers Belfort. Du 3 octobre au 8 novembre 1944, s'est à nouveau distingué dans le commandement d'un important groupement tactique de toutes armes. N'a cessé de faire sentir son impulsion au cours de succès remportés dans le Jura et le Doubs, puis dans la vallée de la Mosellotte, et le Haut-du-Faing. ». Il est ensuite muté comme commandant de la division de Constantine le 8 mars 1945 en Algérie.

### Événements de Sétif
Pour un article plus général, voir Massacres de Sétif et Guelma.
Peu après surviennent les évènements de Sétif, le 8 mai 1945, le jour de l'armistice en Europe. Sur instruction du général de Gaulle, du gouverneur général d'Algérie Yves Chataigneau, du sous-préfet André Achiary et sous la responsabilité du général Duval, l'armée  réprime brutalement l'insurrection de Sétif en mai 1945, avec plusieurs milliers de morts.
Le 16 mai 1945, Raymond Duval écrit dans un rapport ultraconfidentiel adressé à son supérieur, le général Henry Martin : « Je vous ai donné dix ans de paix mais tout doit changer en Algérie... L'épreuve de force des agitateurs s'est terminée par un échec complet dû essentiellement au fait que le mouvement n'a pas été simultané. L'intervention immédiate a brisé toutes les tentatives mais le calme n'est revenu qu'en surface. Depuis le 8 mai, un fossé s'est creusé entre les deux communautés. Un fait est certain : il n'est pas possible que le maintien de la souveraineté française soit exclusivement basé sur la force. Un climat d'entente doit etre établi »,.

### Après-guerre
Il est promu commandeur de la Légion d'honneur le 1er octobre 1945.
De 1945 à 1949, il est nommé commandant supérieur des troupes de Tunisie par le général de Gaulle, et est promu général de division le 20 août 1946.
Il est élevé à la dignité de grand-officier de la Légion d'honneur le 3 août 1949.
De 1949 à 1955, il est commandant supérieur des troupes du Maroc, et est nommé général de corps d'armée le 7 février 1951, puis obtient sa 5e étoile de général d'armée le 1er août 1954.
Il est élevé à la dignité de grand-croix de la Légion d'honneur le 6 août 1955.

### Mort dans un accident d'avion
Alors qu'il procède à des opérations de maintien de l'ordre le 22 août 1955 après les émeutes d'Oued Zem et Khénifra, son avion, qu'il pilote lui-même, s'écrase près de Kasba-Tadla (sur les contreforts de l'Atlas marocain). Il est déclaré mort pour la France, par décision ministérielle du 20 septembre 1955.

## Décorations
- Grand-croix de la Légion d'honneur (6 août 1955)
  - Grand officier le 2 août 1949
  - Commandeur en 1945
  - Officier en 1934
  - Chevalier en novembre 1914
- Croix de guerre 1914-1918 (2 citations)
- Croix de guerre 1939-1945 (4 citations)
- Croix de guerre des théâtres d'opérations extérieurs (2 citations)
- Médaille de la Résistance

### Ouvrages
- Le général Raymond Duval: 1894-1955 par un témoin de sa vie, Berger-Levrault, 1957, préface du maréchal Alphonse Juin. Compte-rendu en ligne.
- Michel Wattel et Béatrice Wattel (préf. André Damien), Les Grand’Croix de la Légion d’honneur : De 1805 à nos jours, titulaires français et étrangers, Paris, Archives et Culture, 2009, 701 p. (ISBN 978-2-35077-135-9).
- Annie Rey-Goldzeiguer, Aux origines de la guerre d'Algérie 1940-45, éditions La Découverte, 2002, p. 330-334.

### Autres
- Dossier au Service Historique de la Défense : cote 13 YD 1139.